# Danny Fonseca
Danny Alberto Fonseca Bravo (Paraíso, 7 de noviembre de 1979) es un exfutbolista y Entrenador costarricense. Jugó de Mediocampista, principalmente para el Club Sport Cartaginés de la Primera División de Costa Rica. Se retiró profesionalmente el 18 de abril de 2018.

## Trayectoria
Danny Fonseca es originario de Paraíso. Inició su carrera en las divisiones menores del Club Sport Cartaginés, e hizo su debut con el primer equipo en 1998. 
Ha sido un jugador regular con el club blanquiazul, a excepción de las temporadas del 2006 al 2010, en las que fue fichado por el Brujas F.C (equipo hoy desaparecido), con el que ganó el Campeonato de Invierno 2009. En el 2010, regresó una vez más a su club habitual.
En octubre de 2013, en el torneo corto Invierno 2013, Fonseca alcanzó la importante cifra de 500 partidos disputados en la Primera División de Costa Rica. Es uno de los únicos 14 jugadores que han participado en 500 o más partidos en la historia del campeonato local desde 1921.

## Selección nacional
Danny Fonseca integró la Selección de Costa Rica Sub-20 que participó en la Copa Mundial de Fútbol Juvenil de 1999, realizada en Nigeria. Fonseca jugó los tres encuentros disputados.
A nivel mayor, fue llamado a la Selección de Costa Rica para la Copa Mundial de 2006, realizada en Alemania. En dicho evento jugó el partido inaugural contra la Selección de fútbol de Alemania e inició la jugada del primer gol costarricense anotado por Paulo César Wanchope, uno de los goleadores históricos del país. 
Desde el 18 de mayo de 2006 ha disputado 28 encuentros internacionales, destacando las anotaciones contra la Selección de fútbol de Francia en 2005 y la Selección de fútbol de Irán en 2006. El 18 de abril decidió poner fin a su carrera futbolística.

## Clubes
| Club                  | País       | Año         |
| --------------------- | ---------- | ----------- |
| Club Sport Cartaginés | Costa Rica | 1998 - 2006 |
| Brujas FC             | Costa Rica | 2006 - 2010 |
| Club Sport Cartaginés | Costa Rica | 2010 - 2018 |

## Palmarés

### Como jugador

#### Títulos nacionales
| Título                         | Club                  | País       | Año  |
| ------------------------------ | --------------------- | ---------- | ---- |
| Primera División de Costa Rica | Brujas Fútbol Club    | Costa Rica | 2009 |
| Copa Popular                   | Club Sport Cartaginés | Costa Rica | 2014 |
| Copa Popular                   | Club Sport Cartaginés | Costa Rica | 2015 |

### Títulos internacionales
| Título               | Equipo                  | Sede      | Año  |
| -------------------- | ----------------------- | --------- | ---- |
| Copa Centroamericana | Selección de Costa Rica | Panamá    | 2003 |
| Copa Centroamericana | Selección de Costa Rica | Guatemala | 2005 |

## Participaciones en Copas del Mundo
| Mundial                                | Sede     | Resultado      |
| -------------------------------------- | -------- | -------------- |
| Copa Mundial de Fútbol Juvenil de 1999 | Nigeria  | Fase de grupos |
| Copa Mundial de Fútbol de 2006         | Alemania | Fase de grupos |